# ホーヤーハーゲン
ホーヤーハーゲン (ドイツ語: Hoyerhagen) は、ドイツ連邦共和国ニーダーザクセン州のニーンブルク/ヴェーザー郡に属す町村（以下、本項では便宜上「町」と記述する）で、ザムトゲマインデ・グラーフシャフト・ホーヤを構成する自治体の一つである。

## 地理
ホーヤーハーゲンはニーダーザクセン州の地理上の中央にあたる。この測量は2001年に行われた。2003年5月23日に高さ約1.5mの石標が建てられた。

## 行政

### 議会
ホーヤーハーゲンの町議会は9議席からなる。

### 紋章
斜めに二分割。向かって右上は金地で、分割線から現れるオランダ風車。左下は緑地に跳ねる白馬。
多層階の基部を持つオランダ風車は、この町の広々とした田舎の風景を特徴づけている。金と黒の配色はホーヤ伯を象徴している。
馬は、農業を主体とするこの町の経済構造と、ニーダーザクセン州（赤地に跳ねる白馬を紋章とする）への帰属を示している。背景の緑色は、草原、牧草地、森を表現している。

## 文化と見所

### ユダヤ人墓地
森の中にユダヤ人墓地がある。これは1714年にホーヤのシナゴーグ組織以外にも開かれた埋葬地として設けられたものである。最後の埋葬は1941年1月になされた。1945年3月に大きな損傷を受け、古い墓石の多くが持ち去られたり、廃棄されたりした。芸術的な紋様やヘブライ語の銘が刻まれた現存する180基の墓石は、このユダヤ人墓地が文化史上貴重なものであることを示している。

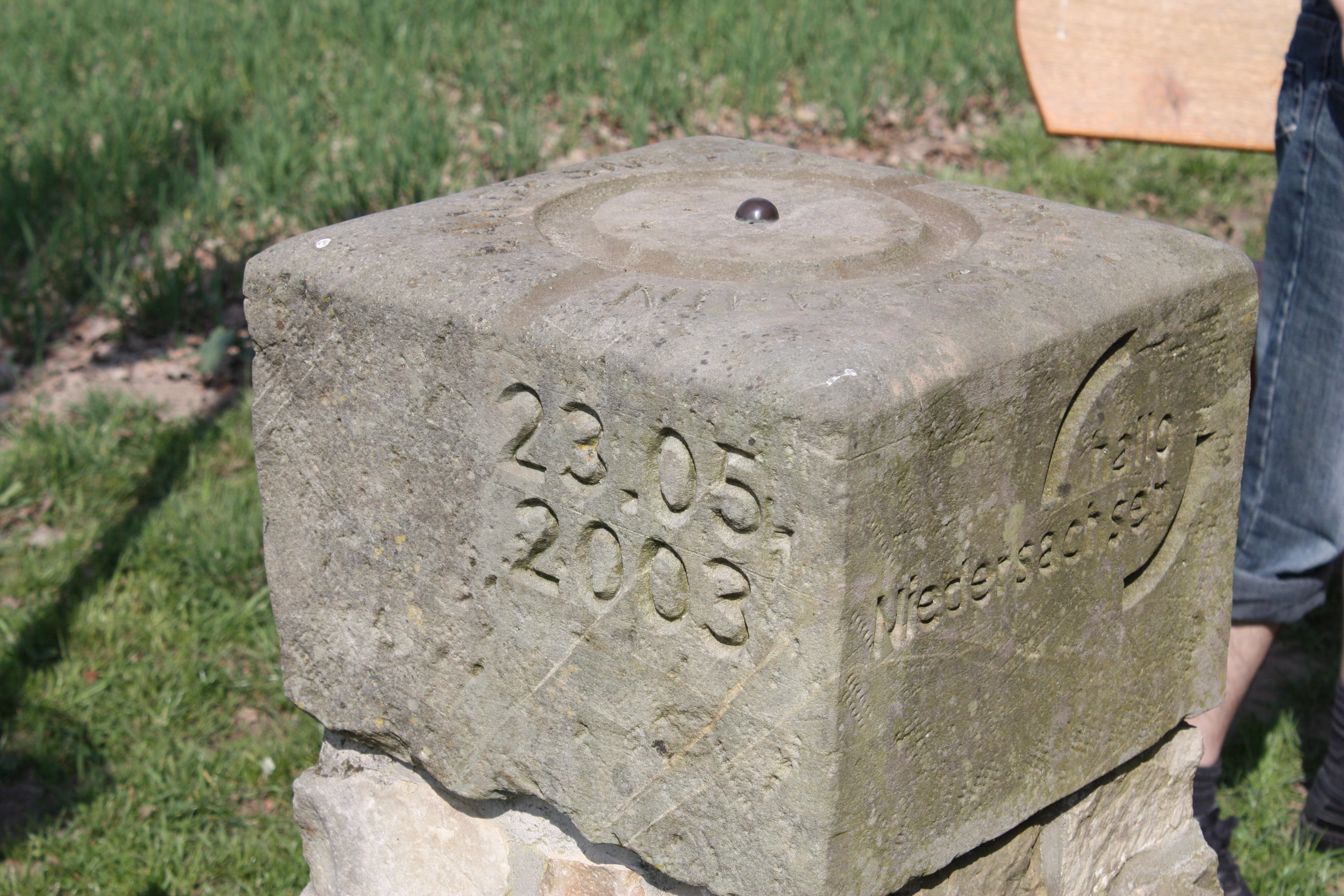
ニーダーザクセン州の中央地点を示す石標
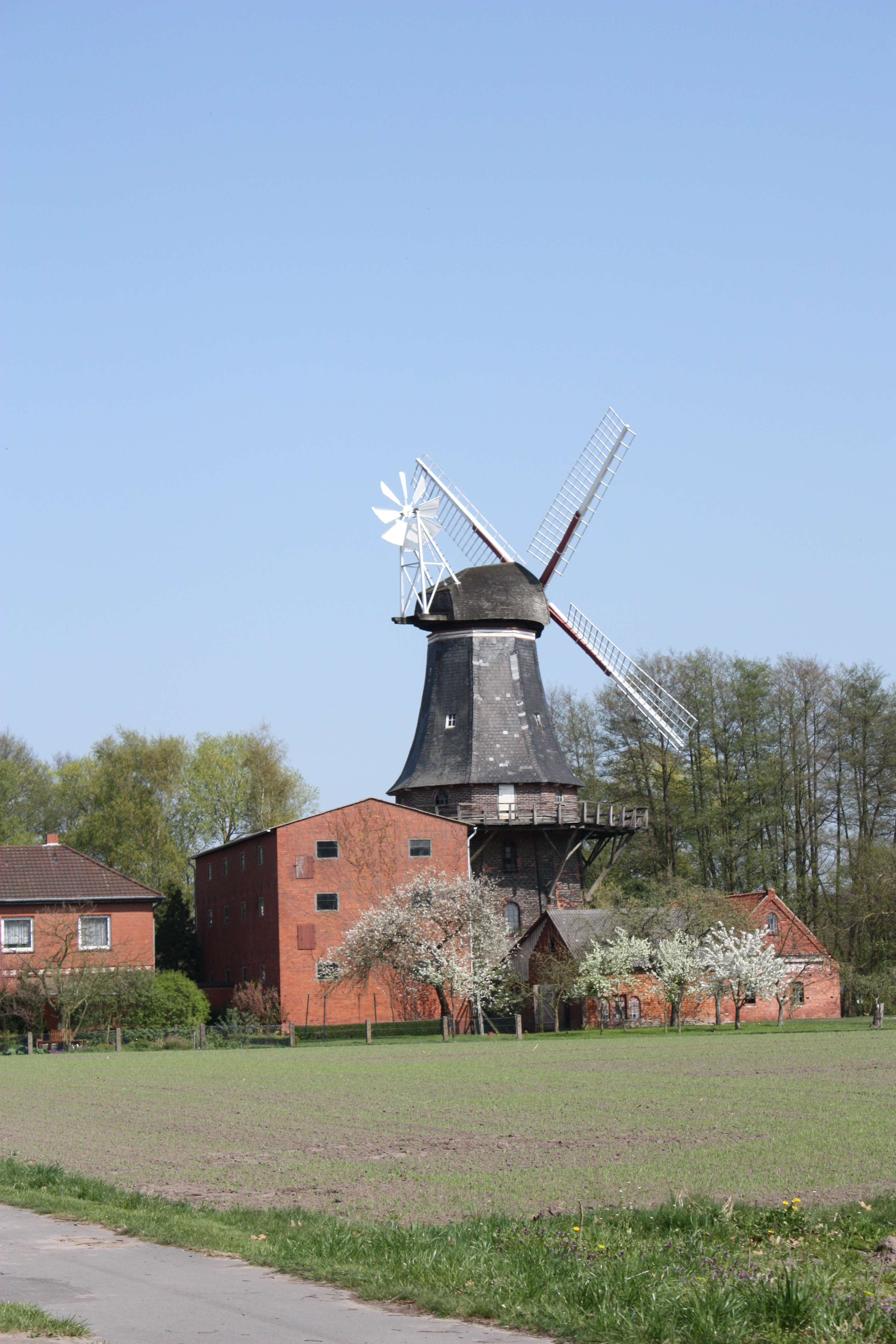
オランダ風車
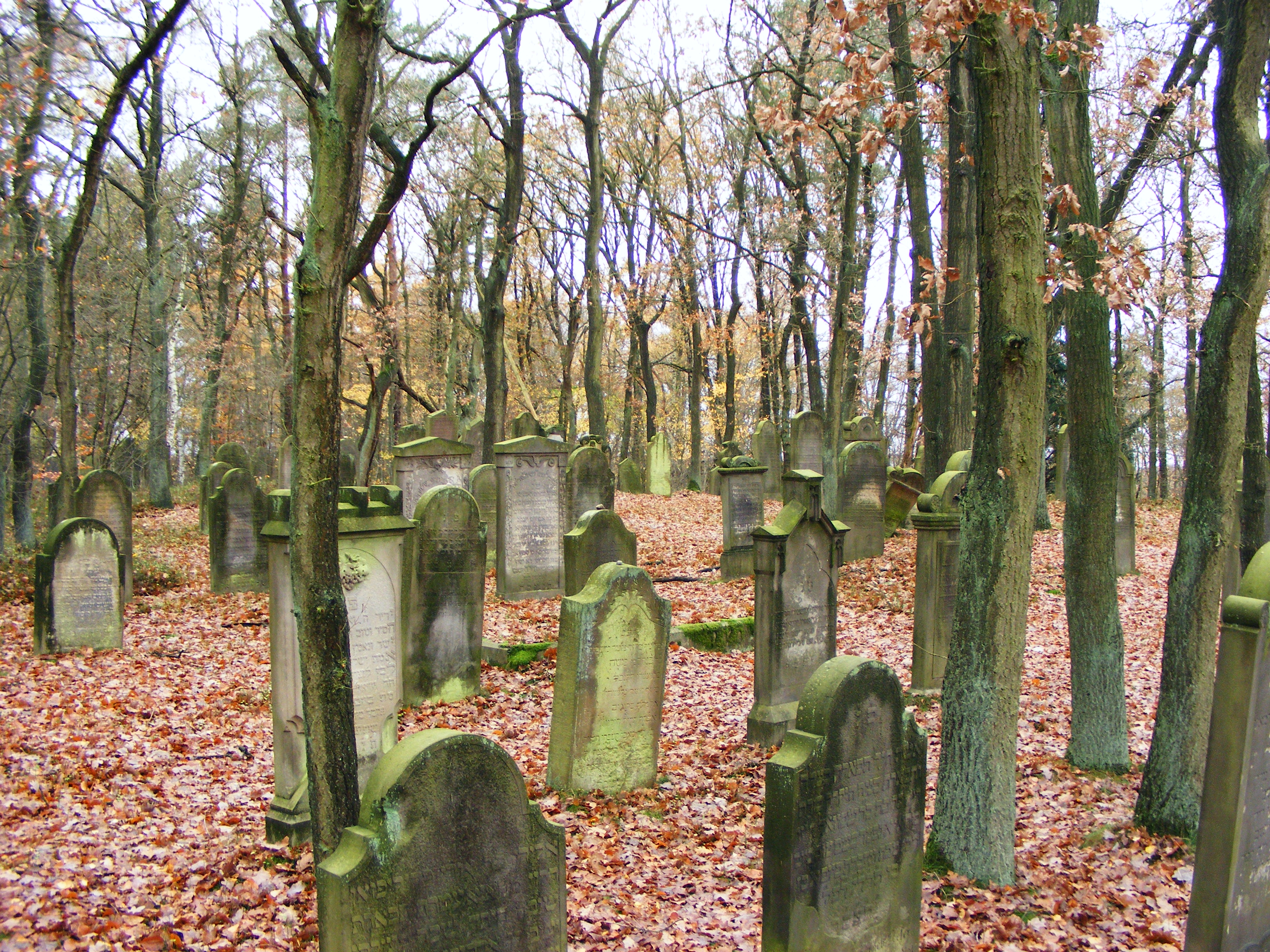
ユダヤ人墓地

## 引用
1. ↑  Landesamt für Statistik Niedersachsen, LSN-Online Regionaldatenbank, Tabelle A100001G: Fortschreibung des Bevölkerungsstandes, Stand 31. Dezember 2023